# Karam Gaber
Karam Gaber, född den 1 september 1979 i Alexandria, Egypten, är en egyptisk brottare som tog OS-guld i tungviktsbrottning i den grekisk-romerska klassen 2004 i Aten.